# Vocación
En el sentido etimológico, la vocación es una llamada (del latín vocatio, sobre vocātus, participio del verbo vocāre, por «llamar», y el sufijo -ción, al respecto de -io, como agente de acción y efecto). Durante mucho tiempo ha designado el llamado a participar de la vida consagrada (sacerdocio, monacato, etc.). El concepto tiene sus raíces en la Biblia y se correlaciona con el tema de la escucha. Hoy esta palabra se usa en un sentido más amplio para designar la llamada que las personas pueden sentir por una misión particular: humanitaria, profesional, espiritual, científica, etc.
En plural, esta palabra designa el número de aspirantes a la vida religiosa y, en particular, al sacerdocio.

## Vocación religiosa

### Cristianismo
Las iglesias cristianas siempre han apelado a las vocaciones para asegurar la difusión de la Palabra de Dios (contenida en la Biblia): pastores, diáconos, sacerdotes, obispos, monjas, etc.
La vocación se entiende como una llamada divina: Dios mismo suscita vocaciones a través de la oración de los fieles. Como tal, la vocación está más cerca de una experiencia espiritual y puede vincularse a un despertar espiritual. En particular, la adoración perpetua se concibe como un medio de despertar vocaciones. En la fe cristiana, la vocación es una llamada enviada por Dios al creyente. Puede optar por cumplir con esta llamada o no.
El matrimonio, la familia y el bautismo también se denominan vocaciones.
Moisés se muestra como ejemplo en el libro del Éxodo (Éxodo 3:6-7:5), recibiendo una vocación del Señor, siendo esta vocación la misión de liberar a su pueblo preso en Egipto. Dios le da a Moisés una vocación, como también es un nombre nuevo, como lo hace con cada uno de los personajes bíblicos cuando son enviados en misión (Abram se convierte en Abraham, Simón se convierte en Pedro, etc.).
El calvinismo desarrolló ideas complejas sobre diferentes tipos de vocaciones del primer tipo, conectadas con los conceptos de predestinación, gracia irresistible y los elegidos. Están la vocatio universalis, la vocatio specialis, sólo extendida a algunos. También existían complejas distinciones entre lo interno y lo externo, y los tipos de vocación «vocatio robust» e «inefficax».

#### Situación contemporánea en Europa
Desde la segunda mitad del siglo XX, el número de vocaciones en Europa ha disminuido, lo que ha provocado un envejecimiento de la población de pastores de estas iglesias y dificultades en la prestación de los servicios tradicionales: celebraciones, bautizos, catecismo, etc. Las iglesias resultantes de la Reforma (protestantismo) en Europa también se ven afectadas.

### Catolicismo
El carácter centralizado y antiguo de la Iglesia católica favorece una visión más precisa de las vocaciones como fenómeno cultural. Hay un impacto del cambio demográfico global, con un crecimiento más fuerte en los países del Tercer Mundo. Si el número de sacerdotes ha disminuido drásticamente en Europa, el número de diáconos permanentes ha aumentado de la misma manera.

#### Estadísticas globales
Según las estadísticas publicadas por el Vaticano, el número de seminaristas en el mundo aumentó un 79,96% entre 1978 y 2004 y alcanzó la cifra de unos 116 000 en 2009. Este aumento se debe principalmente a los continentes africano, americano y otros asiáticos. África es el continente que más ha crecido en cuanto a vocaciones (+ 6% de seminaristas en 2004). En Europa, el número de seminaristas disminuyó entre 1978 y 2004 en un 2,15%.
Esta cifra debe compararse con el aumento del número de católicos (+ 45% en el mundo todavía debido a los mismos continentes), paralelo al aumento de la población mundial durante el mismo período. Durante el mismo período, el número de diáconos permanentes en todo el mundo aumentó de 5500 a 32 000. Entre 2000 y 2008, el número de estudiantes y seminaristas, tanto diocesanos como religiosos, en el mundo aumentó de 110 583 a 117 024, un aumento del 5,8%.

## Vocación profesional
Desde el establecimiento de la orientación vocacional en 1908 por parte del ingeniero Frank Parsons, el uso del término «vocación» ha evolucionado, con énfasis en el desarrollo individual de talentos y habilidades en la elección y disfrute de una carrera. Esta expansión semántica ha significado cierta disminución de la referencia a los significados religiosos del término en el uso cotidiano. Se lo define como el deseo de emprender una carrera, una profesión o cualquier otra ocupación o actividad cuando todavía no se han adquirido todas las aptitudes o conocimientos necesarios. Es un tema de investigación recurrente dentro del ámbito de las ciencias de la educación: la pedagogía, la psicología educativa y otras afines.
Muchos investigadores han intentado comprender cómo cada uno de nosotros avanza hacia esta o aquella profesión. Las referencias teóricas que sustentan a los orientadores vocacionales se basan en diversas teorías.
- Teorías del desarrollo de la personalidad:
  - Teoría psico-sexual de Sigmund Freud sobre las etapas del desarrollo de la personalidad.
  - Teoría del desarrollo de la personalidad de Erik Erikson.
- Teorías del desarrollo profesional:
  - Teoría del superdesarrollo de Donald Super. Divide la vida útil en cinco etapas;[10]: 98–104 
  - Teoría de Linda Gottfredson, donde examina las variaciones en las expectativas vocacionales basadas en criterios de género, raza y clase social;
  - Teoría heurística de John L. Holland;[10]: 90–92 
  - Teoría de las necesidades de Anne Roe;[10]: 88–90 
  - Teoría de la elección vocacional de Eli Ginzberg;[11]
  - Teoría compuesta del desarrollo vocacional y satisfacción laboral temprana de Robert Hoppock;[12]
  - Teoría del desarrollo profesional de Tiedeman y O'Hara.[10]: 104–5